# Équipe d'Argentine de football à la Coupe du monde 1978
L'Équipe d'Argentine de football remporte la Coupe du monde de football de 1978.

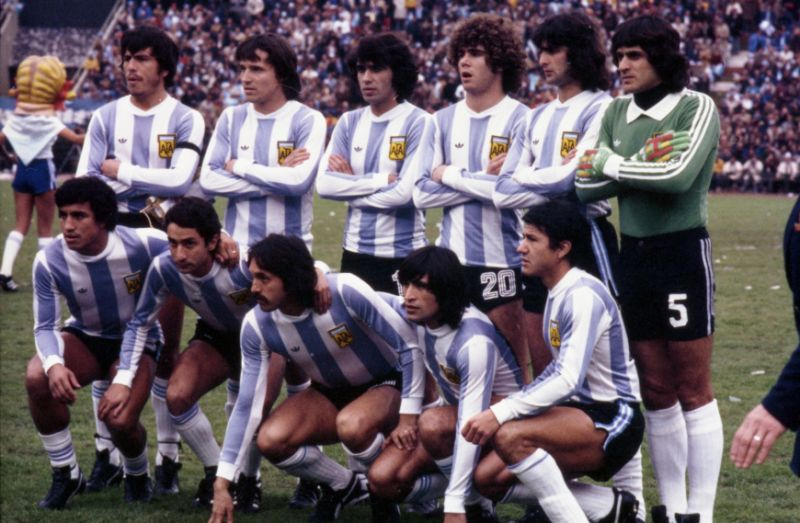
L'équipe d'Argentine en 1978.

## Effectif
| Numéro / Nom       | Numéro / Nom       | Club                   | Sélections*     | Age             | J.              | Buts            | Rouge           | Jaune           |
| Gardiens de but    | Gardiens de but    | Gardiens de but        | Gardiens de but | Gardiens de but | Gardiens de but | Gardiens de but | Gardiens de but | Gardiens de but |
| ------------------ | ------------------ | ---------------------- | --------------- | --------------- | --------------- | --------------- | --------------- | --------------- |
| 3                  | Héctor Baley       | CA Huracán             | -               | -               | -               | -               | -               | -               |
| 5                  | Ubaldo Fillol      | River Plate            | 13e             | 28 ans          | -               | -               | -               | -               |
| 13                 | Ricardo La Volpe   | San Lorenzo            | -               | 26 ans          | -               | -               | -               | -               |
| Défenseurs         |                    |                        |                 |                 |                 |                 |                 |                 |
| 7                  | Luis Galván        | Club Atlético Talleres | 13e             | 30 ans          | -               | -               | -               | -               |
| 11                 | Daniel Killer      | Racing Club            | -               | -               | -               | -               | -               | -               |
| 15                 | Jorge Olguin       | San Lorenzo            | 29e             | 26 ans          | -               | -               | -               | -               |
| 18                 | Rubén Pagnanini    | Independiente          | -               | -               | -               | -               | -               | -               |
| 19                 | Daniel Passarella  | River Plate            | 24e             | 25 ans          | -               | -               | -               | -               |
| 20                 | Alberto Tarantini  | Sans club              | 31e             | 22 ans          | -               | -               | -               | -               |
| Milieux de terrain |                    |                        |                 |                 |                 |                 |                 |                 |
| 1                  | Norberto Alonso    | River Plate            | -               | -               | -               | -               | -               | -               |
| 2                  | Osvaldo Ardiles    | CA Huracán             | 38e             | 26 ans          | -               | -               | -               | -               |
| 6                  | Américo Gallego    | Newell's Old Boys      | 40e             | 23 ans          | -               | -               | -               | -               |
| 8                  | Rubén Galván       | Independiente          | -               | -               | -               | -               | -               | -               |
| 12                 | Omar Larrosa       | Independiente          | 11e             | 30 ans          | -               | -               | -               | -               |
| 17                 | Miguel Oviedo      | Club Atlético Talleres | -               | -               | -               | -               | -               | -               |
| 21                 | José Valencia      | Club Atlético Talleres | -               | -               | -               | -               | -               | -               |
| 22                 | Ricardo Villa      | Racing Club            | -               | -               | -               | -               | -               | -               |
| Attaquants         |                    |                        |                 |                 |                 |                 |                 |                 |
| 4                  | Daniel Bertoni     | Independiente          | 22e             | 23 ans          | -               | -               | -               | -               |
| 9                  | René Houseman      | CA Huracán             | 48e             | 25 ans          | -               | -               | -               | -               |
| 10                 | Mario Kempes       | Valence CF             | 31e             | 24 ans          | -               | -               | -               | -               |
| 14                 | Leopoldo Luque     | River Plate            | 30e             | 29 ans          | -               | -               | -               | -               |
| 16                 | Oscar Ortiz        | River Plate            | 19e             | 25 ans          | -               | -               | -               | -               |
| Sélectionneur      |                    |                        |                 |                 |                 |                 |                 |                 |
|                    | César Luis Menotti |                        | 05.11.1938      |                 |                 |                 |                 |                 |

* Au moment de la finale
- Note : les numéros des joueurs de l'équipe d'Argentine sont attribués par ordre alphabétique en fonction du nom de famille, et non pas en fonction des postes respectifs comme c'est généralement le cas par ailleurs.

## Qualification
Qualifié d'office en tant que pays organisateur.

## Phase finale

### Premier tour

#### Groupe 1
| Date         | Équipe 1  | Équipe 2  | Résultat      | Buteurs                                       |
| 2 juin 1978  | Argentine | Hongrie   | 2 - 1 (1 - 1) | Luque 15e, Bertoni 84e ; Csapó 10e            |
| 6 juin 1978  | Argentine | France    | 2 - 1 (1 - 0) | Passarella 45e (pen), Luque 73e ; Platini 60e |
| 10 juin 1978 | Italie    | Argentine | 1 - 0 (0 - 0) | Bettega 67e                                   |

Classement
| Place | Équipe    | Points | J | G | N | P | Buts + | Buts - | Diff. |
| 1er   | Italie    | 6      | 3 | 3 | 0 | 0 | 6      | 2      | +4    |
| 2e    | Argentine | 4      | 3 | 2 | 0 | 1 | 4      | 3      | +1    |
| 3e    | France    | 2      | 3 | 1 | 0 | 2 | 5      | 5      | 0     |
| 4e    | Hongrie   | 0      | 3 | 0 | 0 | 3 | 3      | 8      | -5    |

### Second tour

#### Groupe B
| Date         | Équipe 1  | Équipe 2 | Résultat      | Buteurs                                                          |
| 14 juin 1978 | Argentine | Pologne  | 2 - 0 (1 - 0) | Kempes 16e et 71e                                                |
| 18 juin 1978 | Argentine | Brésil   | 0 - 0 (0 - 0) |                                                                  |
| 21 juin 1978 | Argentine | Pérou    | 6 - 0 (2 - 0) | Kempes 21e et 49e, Tarantini 43e, Luque 50e et 72e, Houseman 67e |

Classement
| Place | Équipe    | Points | J | G | N | P | Buts + | Buts - | Diff. |
| 1er   | Argentine | 5      | 3 | 2 | 1 | 0 | 8      | 0      | +8    |
| 2e    | Brésil    | 5      | 3 | 2 | 1 | 0 | 6      | 1      | +5    |
| 3e    | Pologne   | 2      | 3 | 1 | 0 | 2 | 2      | 5      | -3    |
| 4e    | Pérou     | 0      | 3 | 0 | 0 | 3 | 0      | 10     | -10   |

### Finale
| Équipes   | Argentine - Pays-Bas |
| Score     | 3 - 1 a. p. (1 - 0, 1 - 1, 2 - 1) |
| Date      | 25 juin 1978 |
| Stade     | Estadio Monumental, Buenos Aires 77 260 spectateurs |
| Arbitre   | M. Gonella (Italie) |
| Buts      | Kempes 38e, Kempes 105e, Bertoni 115e ; Nanninga 82e |
| Argentine | Ubaldo Fillol - Jorge Olguin, Luis Galván, Daniel Passarella, Alberto Tarantini - Osvaldo Ardiles (66e Omar Larrosa), Américo Gallego, Mario Kempes - Daniel Bertoni, Leopoldo Luque, Oscar Ortiz (75e René Houseman) Entraîneur : César Luis Menotti |
| Pays-Bas  | Jan Jongbloed - Jan Poortvliet, Ruud Krol, Ernie Brandts, Wim Jansen (73e Wim Suurbier) - Johan Neeskens, Arie Haan, Willy van de Kerkhof, René van de Kerkhof - Johnny Rep (59e Dick Nanninga), Robert Rensenbrink Entraîneur : Ernst Happel         |